# Narathura novae-guianae
Narathura novae-guianae är en fjärilsart som beskrevs av Embrik Strand 1913. Narathura novae-guianae ingår i släktet Narathura och familjen juvelvingar. Inga underarter finns listade i Catalogue of Life.